# Alena Mornštajnová
Alena Mornštajnová (Valašské Meziříčí, 1963. június 24. –) cseh író és fordító.

## Élete és pályafutása
Az Ostravai Egyetemre járt, ahol angolul és csehül tanult. Elismert regények sorozatát jelentette meg, kezdve a Slepá mapa (Vaktérkép, 2013) című debütáló regényével, amelyet 2014-ben a Cseh Könyvdíjra jelöltek. A későbbi munkák közé tartozik a Hotýlek (Kis szálloda, 2015), a Hana (2017) és a Tiché roky (Csendes évek, 2019). Eddigi legsikeresebb munkája a Hana, amelyet számos nyelvre lefordítottak. Jelölték a 2021-es EBRD Könyvdíjra. Írt egy gyerekeknek szóló könyvet is, Strašidýlko stráša (Ijesztő szellem) címmel.
Valašské Meziříčíben él.

## Művei
- Slepá mapa (2013)
- Hotýlek (2015)
- Hana (2017)
  - Hana – Csirimojó, Budapest, 2021 · ISBN 9786158106771 · Fordította: J. Hahn Zsuzsanna · Illusztrálta: Dely Dorka
- Strašidýlko Stráša (2018)
- Tiché roky (2019)
- Listopád (2021)
- Kapka Ája (2022)
- Les v domě (2023)

## Fordítás
- Ez a szócikk részben vagy egészben  az   Alena Mornštajnová című angol Wikipédia-szócikk fordításán alapul.  Az eredeti cikk szerkesztőit annak laptörténete sorolja fel. Ez a jelzés csupán a megfogalmazás eredetét és a szerzői jogokat jelzi, nem szolgál a cikkben szereplő információk forrásmegjelöléseként.